# Niederbuch (Tyrlaching)
Niederbuch (mundartl.: Ni(e)dàbuach) ist ein Gemeindeteil der Gemeinde Tyrlaching im oberbayerischen Landkreis Altötting.

## Lage
Das Dorf Niederbuch liegt etwa drei Kilometer westlich von Tyrlaching an der Staatsstraße 2106.

## Geschichte
Der Name des Dorfes bezeichnet die untere Ansiedlung bei einer Buchenwaldung.
In Niederbuch befinden sich mehrere denkmalgeschützte Bauernhöfe.